# 遙遠星球的孩子
《遙遠星球的孩子》（Children From The Distant Planet），由陈国富担任出品人，沈可尚执导，是台湾第一部以自闭症为主题的纪录片。该片共分为四集：〈自閉症之謎〉、〈我也很高興認識你〉、〈我是蔡傑〉、〈吹泡泡〉。该片于2011年3月31日在北京和台北同步展映，周迅和陈坤为大陆版担任旁白。该片获得第46届金钟奖教育文化节目奖。

## 外部鏈接
- 遙遠星球的孩子/Children From The Distant Planet的Facebook專頁
- 互联网电影数据库（IMDb）上《遙遠星球的孩子》的资料（英文）